# Старобогородчанская сельская община
Старобогородчанская сельская общи́на (укр. Старобогородчанська сільська громада) — территориальная община в Ивано-Франковском районе Ивано-Франковской области Украины.
Административный центр — село Старые Богородчаны.
Население составляет 5926 человек. Площадь — 84,1 км².

## Населённые пункты
В состав общины входят 5 сёл:
- Гриневка
- Лесовка
- Нивочин
- Скобычевка
- Старые Богородчаны